# 과민증
과민증(過敏症, 영어: anaphylaxis) 또는 아나필락시스는 특정 물질이 몸 속에 들어간 후 몇 분안에 나타나며, 위급한 상황을 초래하여 사망에 이르게 할 수 있는 급성 알러지 반응이다. 항원과 항체 Ig E가 매개하는 항체 간의 급격한 항원-항체 반응으로 일어난다. 과민 반응(anaphylactoid reaction)은 이와 비슷하나 Ig E가 매개하지 않는 것이 차이이다.

## 증상
개인마다 차이가 있다. 처음 발작 후 다시 수시간 후에 나타날 수도 있고 호흡 문제로 사망 가능하므로 입원이 원칙이다. 증상은 대부분 원인 물질에 노출된 후 즉각 나타나나 1~2시간 후에 나타날 수 있다. 증상이 늦게 나타날수록 덜 심하다.
- 피부 증상 : 홍반, 가려움, 혈관성부종
- 상기도 증상 : 목쉼, 발성 장애, 천명
- 하기도 증상 : 가슴 답답, 호흡곤란
- 순환기 증상 : 빈맥, 어지러움, 실신, 저혈압, 부정맥
- 소화기 증상 : 오심, 구토, 복통, 설사
- 기타 : 뇌전증, 경련, 두통

## 분류
- 과민성 쇼크
- 이상성 아나필락시스
- 아나필락토이드 반응
- 비면역 아나필락시스

## 치료
- 에피네프린 근주, 정주, 기도삽관, 피하 모두 가능
- 항히스타민 주사
- 스테로이드
- 수액

## 코로나19
2020년 12월 15일, 알래스카주 주도인 쥬노에 있는 바틀렛지역병원에서 화이자-바이온텍 코로나19 백신을 접종받은 한 의료인이 심각한 알레르기 반응을 보여 병원에 입원했다. 이 의료인은 알레르기 병력이 없었지만 백신을 접종한지 10분만에 아나필락시스 증상을 보였다. NYT는 입원한 의료인이 에피네프린 치료를 받은 뒤 현재는 안정된 상태를 보이고 있다고 전했다. 알래스카 의료 종사자가 보인 알레르기 반응은 화이자 백신을 접종한 영국의 의료 종사자 2명이 보인 것과 유사한 과민증 반응이라고 보도했다.
화이자 백신 임상시험 결과 접종한 사람 중 10~15%는 확실한 부작용을 경험했고, 최대 4.6%는 안면 신경 마비나 림프절 부종 등 심각한 부작용을 나타냈다.